# Phyllarthron comorense
Phyllarthron comorense là một loài thực vật có hoa trong họ Chùm ớt. Loài này được DC. miêu tả khoa học đầu tiên năm 1845.